# Jagello 2000
Jagello 2000 je zapsaný spolek (dříve občanské sdružení), které se angažuje na poli bezpečnostní problematiky, především pak členství České republiky v NATO. Spolek si klade za cíl zvyšovat informovanost laické i odborné veřejnosti o tuzemské i zahraniční bezpečností politice a o Severoatlantické alianci.
Nejvýznamnějším projektem spolku jsou Dny NATO v Ostravě & Dny Vzdušných sil AČR.

## Historie
Jedním z hlavních důvodů vzniku spolku byl vstup České republiky do Severoatlantické aliance v roce 1999. Jelikož jedním z dalších států, který se v tomto roce připojil k NATO bylo Polsko, tak to zakladatelé spolku pojali jako jedinečnou příležitost pro budování silnějších česko-polských vztahů. Propagace spojenectví mezi oběma zeměmi tak byla v prvních letech jedním z hlavních cílů existence spolku. Zakladatelé pochází ze Slezska a Severní Moravy, proto byla pro sídlo spolku vybrána Ostrava.
V průběhu let se zaměření spolku vyvíjelo, přičemž nynější zaměření se vztahuje především k bezpečnostní politice a euroatlantickému prostoru.

## Členové spolku
Členy spolku jsou významní diplomaté, politici a osobnosti společenského života v České republice a zahraničí.
| Člen               | Funkce                                                         |
| ------------------ | -------------------------------------------------------------- |
| Miroslav Bradna    | jednatel PST-Invest Mošnov                                     |
| Rudolf Opatřil     | ekonomický rada velvyslanectví České republiky v Bukurešti     |
| Zbyněk Pavlačík    | předseda spolku                                                |
| Marek Pernal       | bývalý velvyslanec Polské republiky v Praze a Buenos Aires     |
| Radim Turek        | bývalý poslanec Poslanecké sněmovny Parlamentu České republiky |
| Mirek Topolánek    | bývalý předseda vlády České republiky                          |
| Jan Stachowski (†) | polský bohemista a bývalý diplomat                             |
| Karel Štindl       | bývalý velvyslanec České republiky v Kyjevě a Varšavě          |

## Projekty

#### Dny NATO v Ostravě & Dny Vzdušných sil AČR
Akce Dny NATO v Ostravě se koná pravidelně od roku 2001. Původně se jednalo o malou akci odehrávající se na Černé louce v Ostravě, kterou navštěvovalo pár tisíc lidí. V průběhu let se akce přesunula na Letiště Leoše Janáčka Ostrava a stala se největší bezpečnostní přehlídkou v Evropě. Návštěvníci akce mohou každoročně zhlédnout dynamické a statické ukázky vojáků, hasičů, policistů, celníků, vězeňské služby, městské policie a řady zahraničních účastníků.
Každý rok se snaží organizátoři návštěvníkům nabídnout něco zajímavého a výjimečného. V rámci rozšiřování programu se od roku 2014 mohou diváci setkat s konceptem Speciální partnerské země (Special partner nation), kdy se každý rok představí jedna země v širším měřítku a je proto možné zhlédnout např. i pozemní techniku vzdálenějších států.
Součástí akce jsou kromě samotného víkendového programu také besedy, filmové projekce, semináře, besedy ve školách a další doprovodné programy.

#### Národní konference "Naše bezpečnost není samozřejmost"
Od roku 2014 je každoročně pořádána národní konference, na které se setkávají hlavní političtí představitelé a přední bezpečnostní experti z České republiky. Řečníci se ve svých příspěvcích a debatách zabývají zhodnocováním uplynulých období a předestíráním plánů na další postup při zajišťování obrany a bezpečnosti České republiky.
Mezi tradiční řečníky konference se řadí prezident České republiky, předseda a místopředsedové vlády, ministři, představitelé armády ČR, diplomaté a odborníci na bezpečnostní a obranou politiku. Každoročně je mezi řečníky zařazován významný zahraniční host, v minulosti to byl např. bývalý tajemník NATO George Robertson nebo polský prezident Aleksander Kwaśniewski.

#### Natoaktual.cz
Zpravodajský portál natoaktual.cz se zabývá informováním o bezpečnostní problematice. Poskytuje zpravodajství, analýzy, komentáře a souhrnné informace o Severoatlantické alianci a také o bezpečnostní a obranné politice ve světě. Svým dosahem je dlouhodobě největší a nejvýznamnější server s bezpečnostní tematikou v České republice.[zdroj⁠?!]

#### Informační centrum o NATO
IC o NATO sídlí v Praze a zaměřujeme se na zprostředkovávání informací o bezpečnostní problematice. Ve svém působení se zaměřuje především na středoškolské studenty a pedagogy, kromě nich si ale přednášky, exkurze, semináře, studijní cesty a další mohou domluvit i další české a zahraniční instituce nebo jednotlivci. Mezi hlavní zaměření informačního centra se řadí aktuální problematika NATO a vojenské, bezpečnostní a mezinárodní otázky.

#### Czech and Slovak Transatlantic Award
Ve spolupráci se slovenskou organizací GLOBSEC udílí spolek každoročně během galavečeře u příležitosti pořádání Dnů NATO v Ostravě & Dnů Vzdušných sil AČR Českou a slovenskou transatlantickou cenu. Je udělována za účelem ocenění osobností, které výrazně přispěly ke svobodě a demokracii ve střední Evropě. Mezi laureáty ceny se řadí Madeleine Albright, generál Petr Pavel, Andrej Kiska a další.

#### Den otevřených dveří letiště Čáslav
Jednou za dva roky organizuje Jagello 2000 ve spolupráci s 21. základnou taktického letectva Čáslav den otevřených dveří. Při něm se může veřejnost blíže seznámit s činností a vybavením samotné základny, ale i dalších útvarů Armády ČR. Diváci mohou zhlédnout i dynamické a statické prezentace historický a akrobatických strojů, ukázky složek Integrovaného záchranného systému a další.

#### Aliante
Aliante byla jednou z prvních akcí, kterou Jagello 2000 pořádalo. Mezi lety 2001–2015 se mohli studenti středních škol zapojit do mezinárodní soutěže, jejímž základním zaměřen byla motivace studentů k zájmu o mezinárodní vztahy a bezpečnostní politiku. Soutěžící museli zkombinovat vědomosti, úsudek a fyzickou kondici, klíčem k vítězství však byla schopnost spolupracovat v mezinárodním týmu (nejvyšší počet zúčastněných zemí byl 14). Vítězové se mohli těšit na cesty do jedné z účastnických zemí, kde navštěvovali ministerstva, vojenské základny, neziskové organizace a další místa spojená s bezpečností. Jagello 2000 má v plánu koncept soutěže obnovit.